# جيمي نوردين
جيمي نوردين (بالسويدية: Jimmy Nordin)‏ هو موسيقي سويدي، ولد في 19 أكتوبر 1979 في فالون في السويد.

## وصلات خارجية
- جيمي نوردين على موقع الاتحاد الدولي لألعاب القوى (الإنجليزية)